# Christian Müller (1938)
Christian Müller (29 augustus 1938 te Fliesteden, gemeente Bergheim (Noordrijn-Westfalen)) is een voormalig Duits voetballer.

## Carrière
Müller werd geboren in Hückelhoven, was destijds nog een zelfstandige gemeente was en sinds 1975 deel van Bergheim. Samen met zijn neef Christian Breuer maakte hij in 1958 de overstap van het lokale SC Fliesteden naar 1. FC Köln. Vanaf seizoen 1959/60 was hij een vaste waarde in de ploeg. Hij debuteerde op 23 augustus 1959 in het eerste elftal in de 2-3 nederlaag tegen Duisburger SpV. Köln werd kampioen en plaatste zich voor de nationale eindronde waarin hij in de groepsfase nog zes keer scoorde en zich met de club voor de finale plaatste tegen HSV. Nadat zijn neef Breuer hun club op voorsprong bracht werd het al snel gelijk en kwam daarna HSV op voorsprong. In de 85ste minuut scoorde Müller de gelijkmaker maar amper een minuut later trapte Uwe Seeler de winning goal voor de Hamburgers binnen. Twee jaar later kon Köln wel de landstitel veroveren tegen Nürnberg. De club scoorde maar liefst vier keer al slaagde Müller er niet in te scoren. In 1963 speelde de club ook de laatste Duitse titelfinale voor het invoeren van de Bundesliga. Hoewel hij negen keer scoorde in de groepsfase kon hij de finale tegen Borussia Dortmund niet spelen wegens klachten aan de lies en moest hij vanop de zijlijn toekijken hoe zijn team verloor. Het volgende seizoen scoorde hij 15 keer in 22 wedstrijden en werd hij met Köln de allereerste kampioen van de Bundesliga. In 1965 werd Köln vicekampioen en scoorde hij negentien keer. Ook op Europees niveau kon hij scoren. In de Jaarbeursstedenbeker 1963/64 scoorde hij drie van de vier goals in de 4-0 thuisoverwinning op AS Roma in de kwartfinale. Het volgende seizoen speelde hij met Köln de kwartfinale van de Europacup I 1964/65 tegen de Engelse kampioen Liverpool FC. Na twee brilscores werd het in een extra wedstrijd in Rotterdam 2-2 waarop volgens de regels er nu via kop of munt geloot werd wie naar de volgende ronde ging, Köln trok aan het kortste eind hier. In totaal speelde hij tussen 1960 en 1966 26 Europese wedstrijden waarbij hij dertien keer kon scoren.
In 1966 maakte hij dan de overstap naar Karlsruher SC dat het vorige seizoen net niet degradeerde. Met zeventien goals zorgde Müller ervoor dat de club dertiende werd. Het volgende seizoen scoorde Müller slechts acht keer en degradeerde de club uit de Bundesliga. Hij bleef nog twee jaar bij KSC in de Regionalliga en werd er kampioen en vicekampioen. Hij beëindigde zijn carrière bij Viktoira Köln waar hij echter maar twee wedstrijden speelde, omdat hij een operatie moest ondergaan. Bondscoach Sepp Herberger riep Müller meermaals op voor het nationale team. Echter, door de superieure Uwe Seeler kwam hij nooit aan speelminuten toe.
Na zijn carrière werd hij sportleraar op een school en ook trainer bij enkele kleinere clubs.